# منیفلد دیفرانسیل‌پذیر

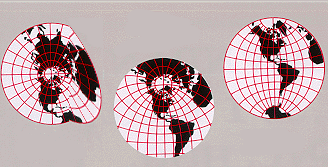
اطلس غیر دیفرانسیل‌پذیری از چارت‌های کره زمین است. اگر اطلس دیفرانسیل‌پذیر نباشد، ممکن است حساب دیفرانسیل بین چارت‌ها سازگار نباشد. در چارت‌های راست و مرکزی، مرکز رأس‌السرطان یک خم هموار است، در حالی که در چارت سمت چپ یک گوشه تیز دارد. مفهوم منیفلد دیفرانسیل‌پذیر، همان مفهوم منیفلد را با الزام به دیفرانسیل‌پذیر بودن توابع بین چارت‌ها، ظریف‌تر می‌کند.

در ریاضیات، یک منیفلد دیفرانسیل‌پذیر (به انگلیسی: Differential Manifold) نوعی منیفلد است که جهت انجام حساب دیفرانسیل و انتگرال، به‌طور موضعی به میزان کافی به یک فضای خطی شبیه اند. هر منیفلدی را می‌توان توسط گردایه ای از چارت‌ها که به آن اطلس هم می‌گویند، توصیف کرد. آنگاه می‌توان ایده‌هایی را از حسابان به کار گرفت، در حالی که هر چارت در فضایی خطی قرار داشته که در ان می‌توان قواعد حسابان را به کار برد. اگر چارت‌ها به طرز مناسبی با هم سازگار باشند (یعنی تابع انتقال از یک چارت به دیگری دیفرانسیل‌پذیر باشد)، محاسبات انجام گرفته در یک چارت در بقیه چارت‌های دیفرانسیل‌پذیر نیز برقرار است.
به زبان صوری، یک منیفلد دیفرانسیل‌پذیر، منیفلدی توپولوژیک است که ساختار دیفرانسیل سرتاسری بر روی آن تعریف شده است. هر منیفلد توپولوژیکی را می‌توان به‌طور موضعی و با کمک هومئومورفیسم‌ها در اطلس و یک ساختار استاندارد دیفرانسیل رو یک فضای خطی، مجهز به یک ساختار دیفرانسیل کرد. برای القای یک ساختار دیفرانسیل روی دستگاه‌های مختصاتی موضعی با استفاده از هومئومورفیسم‌ها، ترکیبشان روی اشتراک چارت‌ها باید توابعی دیفرانسیل‌پذیر روی فضای خطی متناظر باشد. به بیان دیگر، اگر دامنه چارت‌ها همپوشانی داشته باشند، مختصات تعریف شده توسط هر چارت باید نسبت به مختصات تعریف شده در هر چارت از اطلس نیز دیفرانسیل‌پذیر باشد. نگاشت‌هایی که مختصات تعریف شده توسط چارت‌های مختلف را به هم مرتبط می‌کنند را نگاشت‌های انتقال گویند.
دیفرانسیل‌پذیری در موقعیت‌های مختلف، معانی مختلفی دارد: به‌طور پیوسته دیفرانسیل‌پذیر، k بار دیفرانسیل‌پذیر، هموار و هولومورفیک. به علاوه، امکان القای چنین ساختار دیفرانسیلی روی یک فضای مجرد، امکان گسترش تعریف دیرانسیل‌پذیری به فضاهایی که دستگاه مختصات سرتاسری ندارند را نیز می‌دهد. یک ساختار دیفرانسیل امکان تعریف فضای مماس دیفرانسیل‌پذیر سرتاسری، توابع دیفرانسیل‌پذیر، تنسور دیفرانسیل‌پذیر و میدان برداری را می‌دهد. منیفلدهای دیفرانسیل‌پذیر در فیزیک اهمیت بالایی دارند. برخی از انواع خاص منیفلدهای دیفرانسیل‌پذیر پایه ای برای نظریات فیزیکی چون مکانیک کلاسیک، نسبیت عام و نظریه یانگ-میلز را می‌دهد. امکان تکوین حاسابان برای منیفلدهای دیفرانسیل‌پذیر وجود دارد. از نتایج این تکوین، ماشین‌های ریاضیاتی چون حساب خارجی می‌باشد. به مطالعه حسابان روی منیفلدهای دیفرانسیل‌پذیر هندسه دیفرانسیل می‌گویند.